# Oligonila defectuosa
Espèce
Oligonila defectuosa est une espèce fossile de cicadelles (insectes suceurs) de la super-famille des Fulgoroidea (ordre des hémiptères).

## Fossiles
Les spécimens et holotypes viennent du gisement sannoisien de Brunstatt (ou Brunnstatt), près de Mulhouse dans le Haut-Rhin, découvert et décrit par l'entomologiste et paléontologue allemand Bruno Förster (1852-1924). Ses collections sont conservées au service de la carte géologique à Strasbourg.

## Description

### Caractères
L'échantillon figuré ci-contre (Fig. 22 et 22a) et que B. Förster avait décrit sous le nom de Cixius loculatus est un insecte de 5 mm de longueur, de couleur brun jaunâtre. La tête présente un front presque aussi large que long. Les ailes antérieures dépassent nettement l'abdomen ; elles présentent des veines longitudinales, réunies par des nervures transversales au delà du milieu de l'aile.

### Dimensions
La longueur de l'insecte est de 5 mm.

### Affinités
Dans le genre Cixius, les veines longitudinales ne sont pourtant pas réunies par des veines transversales, caractère qui existe par contre dans les genres Anila et Kuvera, connus dans les régions indomalaisiennes. Mais Anila a aussi une veine oblique qui n'existe pas dans ce spécimen et Kuvera a un front plus court que large. Ces différences amènent Nicolas Théobald à proposer un nouveau genre : Oligonila, qu'il dédie à Förster.
Förster avait étudié un échantillon auquel la tête manquait, mais dont les ailes étaient bien conservées (Fig. 22b). Leur nervation est presque identique à celle de l'échantillon précédent, mais il y a une cellule apicale en moins. Nicolas Théobald propose d'y voir une espèce différente : Oligonila defectuosa.

### Conditions de dépôt
Le gisement de Brunstatt correspond à une aire de sédimentation du golfe marin oligocène (fossé rhénan) communiquant avec les mers septentrionales. Elle était à une certaine distance de la terre ferme, ce qui explique que les insectes brassés par les vagues ont souvent été abimés avant de tomber au fond .

## Classification
Le nom valide complet (avec auteur) de ce taxon est Oligonila defectuosa Théobald, 1937.
En 2004 Jacek Szwedo (d) et al. reclassent Oligonila dans la super-famille des Fulgoroidea remettant en cause la famille initiale des Fulgoridae,.

### Étymologie
L'épithète spécifique defectuosa signifie en latin « défectueux ».

### Publication originale
- [1937] Nicolas Théobald, « Les insectes fossiles des terrains oligocènes de France 473 p., 17 fig., 7 cartes,13 tables, 29 planches hors texte », Bulletin Mensuel de la Société des Sciences de Nancy et Mémoires de la Société des sciences de Nancy, Imprimerie G. Thomas,‎ 1937, p. 1-473 (ISSN 1155-1119 et 2263-6439, OCLC 786027547). .